# Hall XFH
Hall XFH là một loại máy bay tiêm kích của Hoa Kỳ, do hãng Hall Aluminum Company chế tạo.

## Tính năng kỹ chiến thuật
Dữ liệu lấy từ Angelucci, 1987. các trang 256-257.
Đặc điểm tổng quát
- Kíp lái: 1
- Chiều dài: 22 ft 6 in (6.85 m)
- Sải cánh: 32 ft 0 in (9.75 m)
- Chiều cao: 11 ft 0 in (3.35 m)
- Diện tích cánh: 255 ft2 (23.68 m2)
- Trọng lượng rỗng: 1.773 lb (804 kg)
- Trọng lượng có tải: 2.514 lb (1.140 kg)
- Động cơ: 1 × Pratt & Whitney Wasp, 450 hp ( kW) mỗi chiếc

Hiệu suất bay
- Vận tốc cực đại: 153 mph (246 km/h)
- Tầm bay: 275 dặm (443 km)
- Trần bay: 25.300 ft (7.711 m)
- Vận tốc lên cao: 1786 ft/min (9,07 m/s)

Vũ khí trang bị
- 2 × súng máy ,30 in (7,62 mm)